# Agasul
Agasul, zürichdeutsch Agisuul [ɑgɪˈsuːl], ist ein Weiler in der Schweizer Gemeinde Illnau-Effretikon mit 70 Einwohnern (2015).

## Geografie
Agasul liegt rund drei Kilometer östlich von Effretikon, auf halbem Weg zwischen Illnau und Weisslingen. Der Weiler wird von Bauernhäusern aus dem 18. Jahrhundert geprägt.

## Geschichte
Die Ersterwähnung des Ortes lässt sich spätestens auf 782 datieren. Agasul gehört zu den sogenannten Oberen Höfen zusammen mit Billikon, Kemleten (Chämleten), First, Schömlet, Horben, Prestberg, Mesikon, Luckhausen, Guggenbüel und Talmühle, die Ende des 18. Jahrhunderts zur Oberen Hofgemeinde zusammengefasst wurden. 1811 wurden durch Beschluss des Regierungsrats des Kantons Zürich die Höfe Effretikon, Moosburg und Bietenholz in der Unteren Hofgemeinde zusammengefasst. Zusammen mit den seit dem 16./17. Jahrhundert bestehenden Dorfgemeinden Ober-Illnau, Unter-Illnau, Ottikon und Bisikon wurden die sieben Zivilgemeinden in den Jahren 1929 bis 1932 aufgelöst und in der bis 1974 eigenständigen Gemeinde Illnau zusammengefasst.

## Sehenswürdigkeiten und Kultur
In Band 3 der Kunstdenkmäler des Kantons Zürich aus der Reihe Die Kunstdenkmäler der Schweiz (1978) werden in Agasul ein Fachwerk-Doppelbauernhaus von Zimmermeister Hans-Ulrich Wettstein aus Dürstelen (1789), ein weiteres Fachwerk-Bauernhaus von Hans-Ulrich Brüngger aus Unterillnau (1765) und andere Bauernhäuser erwähnt, darunter auch ein Haus in Massivbauweise in traditioneller Form von 1850.
Agasul ist durch Gottfried Kellers Erzählung Ursula in die Welt der schönen Literatur eingegangen, wenn auch nur durch den Namen einer Figur: Der Schneck von Agasul gehört darin zu den schwärmerischen Täufern, die den heimkehrenden Reisläufer Hansli Gyr mit ihren ausschweifenden Reden empfangen.

## Name
Der Ort Agasul wird erstmals im 8. Jahrhundert als Aghinsulaca (wenig nach 764) bzw. Aginsulaga (774) urkundlich erwähnt. Der Name bedeutet «Schweinepferch des Ago», zu althochdeutsch Ago, Genetiv Agin (männlicher Eigenname) und sūlag «Schweinesuhle, Schweinepferch».
Das Dorfwappen von Agasul aus dem Jahr 1987 zeigt hingegen einen Hirsch und bezieht sich angeblich auf eine damals gängige Deutung des Namens als «Hirschtränke».

## Verkehr
Agasul ist auf einer Nebenstrasse von Illnau aus erreichbar. Die Strasse führt weiter nach Weisslingen; weitere Nebenstrassen führen von Agasul zu den benachbarten Weilern Luckhausen und First, letztere auch weiter nach Kyburg.
An den öffentlichen Verkehr angebunden ist Agasul mit der tagsüber halbstündlich, abends stündlich verkehrenden Buslinie 640 im Zürcher Verkehrsverbund.

## Galerie

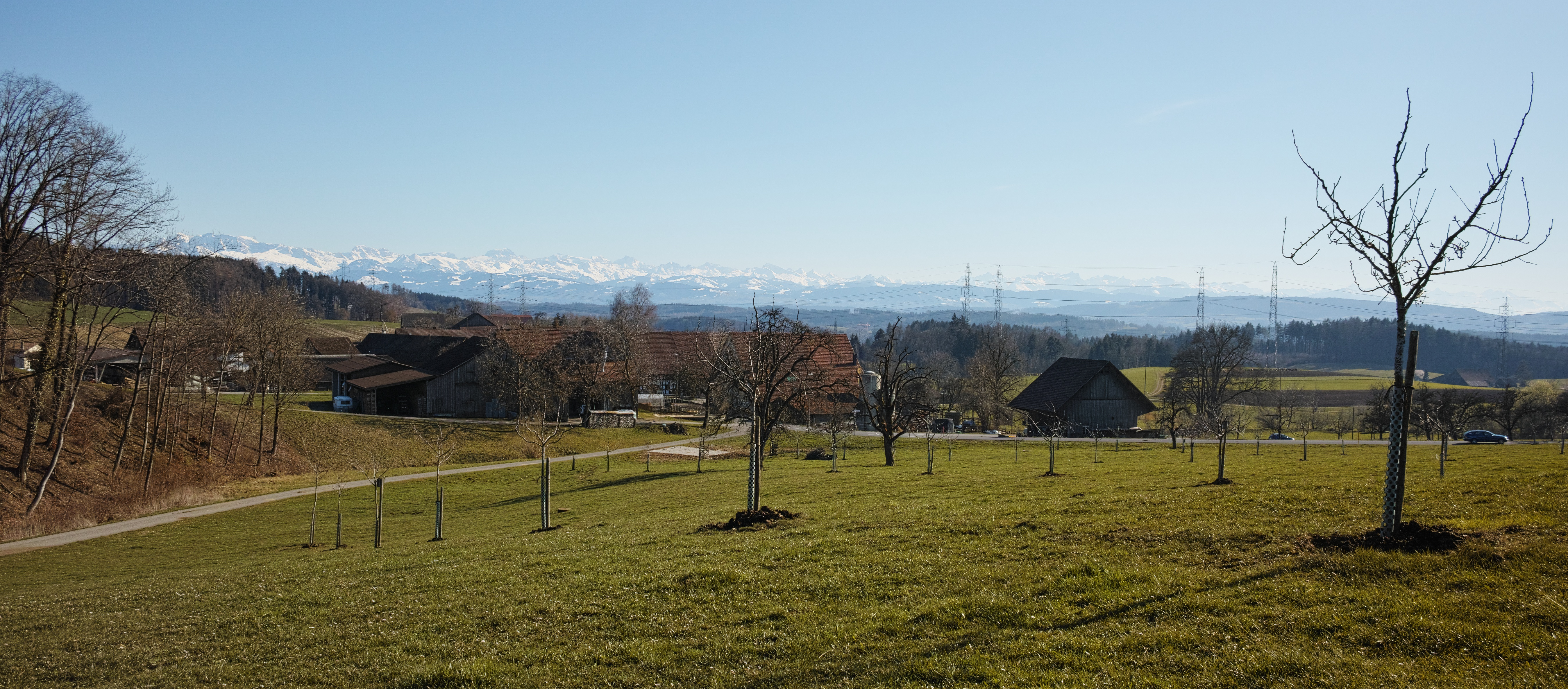
Panorama-Ansicht von Agasul
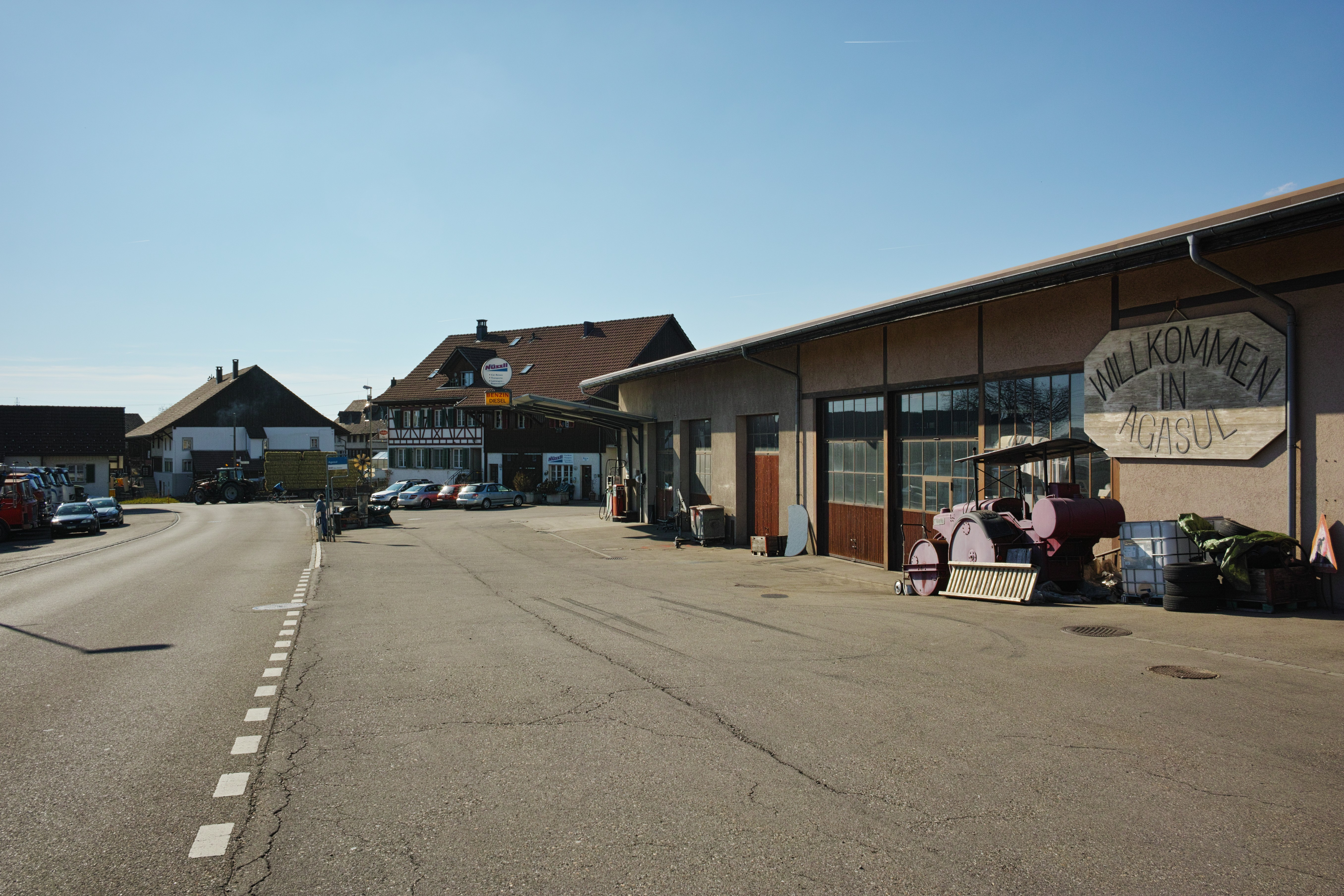
An der Strasse von Weisslingen
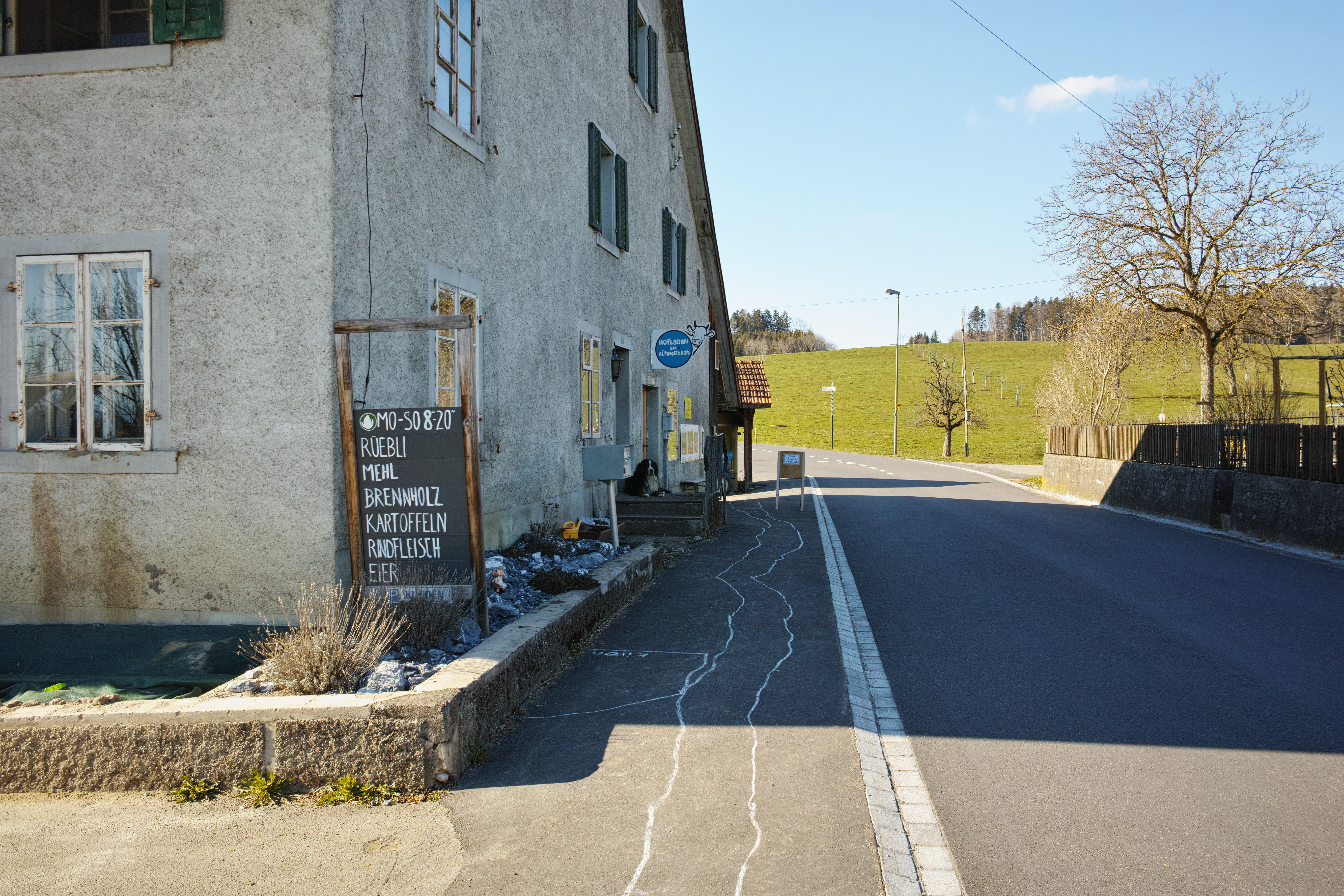
Hofladen in Agasul